# John Riley Tanner

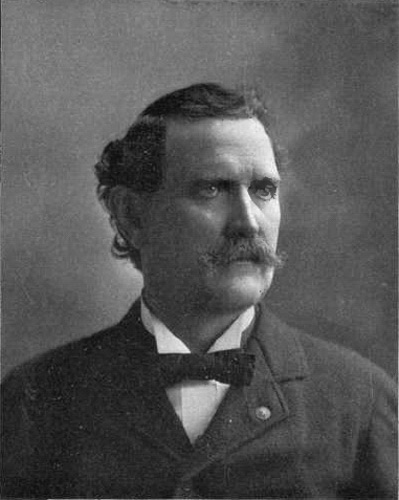
John Riley Tanner (1899)

John Riley Tanner (* 4. April 1844 im Warrick County, Indiana; † 23. Mai 1901 in Springfield, Illinois) war ein US-amerikanischer Politiker der Republikaner und von 1897 bis 1901 der 21. Gouverneur des Bundesstaates Illinois.

## Frühe Jahre und politischer Aufstieg
John Tanner besuchte die örtlichen Schulen seiner Heimat in Indiana. Zwischen 1863 und 1865 nahm er im Heer der Union, genauer gesagt im 98th Illinois Regiment, am Bürgerkrieg teil. Seit 1870 war der Republikaner Tanner politisch aktiv. In den folgenden Jahren hat er verschiedene politische Ämter bekleidet. So war er von 1870 bis 1872 Sheriff im Clay County. Zwischen 1872 und 1876 war er Gerichtsdiener und von 1880 bis 1883 saß er im Senat von Illinois. Im Jahr 1883 wurde er US Marshal für den südlichen Distrikt von Illinois. Es folgte die Ernennung zum State Treasurer von Illinois – ein Amt, das er zwischen 1886 und 1889 innehatte. 1891 wurde er Eisenbahnbeauftragter der Regierung von Illinois und von 1892 bis 1893 war er Stadtkämmerer in Chicago. Seine Partei nominierte ihn für die 1896 anstehenden Gouverneurswahlen als ihren Kandidaten.

## Gouverneur von Illinois
Nach der gewonnenen Wahl trat Tanner seinen Posten am 11. Januar 1897 an. In seine vierjährige Amtszeit fiel 1898 der Spanisch-Amerikanische Krieg. Illinois stellte der Bundesregierung 12.000 Soldaten zur Verfügung. Durch die Kürze des Krieges blieben seine Auswirkungen auf den Staat gering. Innenpolitisch wurden 1899 die ersten Arbeitsämter in größeren Städten eingeführt. Außerdem wurden private Arbeitsvermittlungen erlaubt. Zu Beginn von Tanners Amtsperiode gab es ein Haushaltsdefizit, das er bis zum Ende seiner Amtszeit abgetragen hatte. Bemerkenswert ist seine tolerante Haltung und sein Verständnis gegenüber streikenden Arbeitern. Trotzdem musste er bei einem Streik der Kumpel in den Kohlebergwerken die Nationalgarde einsetzen, um die Ordnung aufrechtzuerhalten. Erwähnenswert ist noch, dass im Zuge eines Kanalausbaus der Chicago River umgedreht wurde und bis heute in die andere Richtung fließt. Im Jahr 1900 war die Einwohnerzahl von Illinois auf über 4,8 Millionen gestiegen, das bedeutete einen Zuwachs von einer Million seit 1890.
Tanner verzichtete im Jahr 1900 auf eine mögliche Wiederwahl. Daher schied er am 14. Januar 1901 aus seinem Amt aus. Er bewarb sich stattdessen um einen Sitz im US-Senat. Der erfolglose, aber harte Wahlkampf untergrub seine Gesundheit. Im Mai 1901 ist er dann verstorben.